# Гилёво (Заводоуковский район)
Гилёво — село в Заводоуковском районе Тюменской области. В рамках организации местного самоуправления находится в Заводоуковском городском округе.

## История
До 1917 года в составе Заводоуковской волости Ялуторовского уезда Тобольской губернии. По данным на 1926 год деревня Гилевка состояла из 106 хозяйств. В административном отношении являлось центром Гилевского сельсовета Ялуторовского района Тюменского округа Уральской области.

## Население
| 2010 |
| ---- |
| 686  |

По данным переписи 1926 года в деревне проживало 468 человек (229 мужчин и 239 женщин), в том числе: русские составляли 98 % населения.